# لیندن (کنتاکی)
لیندن (به انگلیسی: Lyndon) شهری در ایالت کنتاکی کشور ایالات متحده آمریکا است که جمعیت آن در سرشماری سال ۲۰۱۰ میلادی، ۱۱٬۰۰۲ نفر بوده‌است.

## نگارخانه

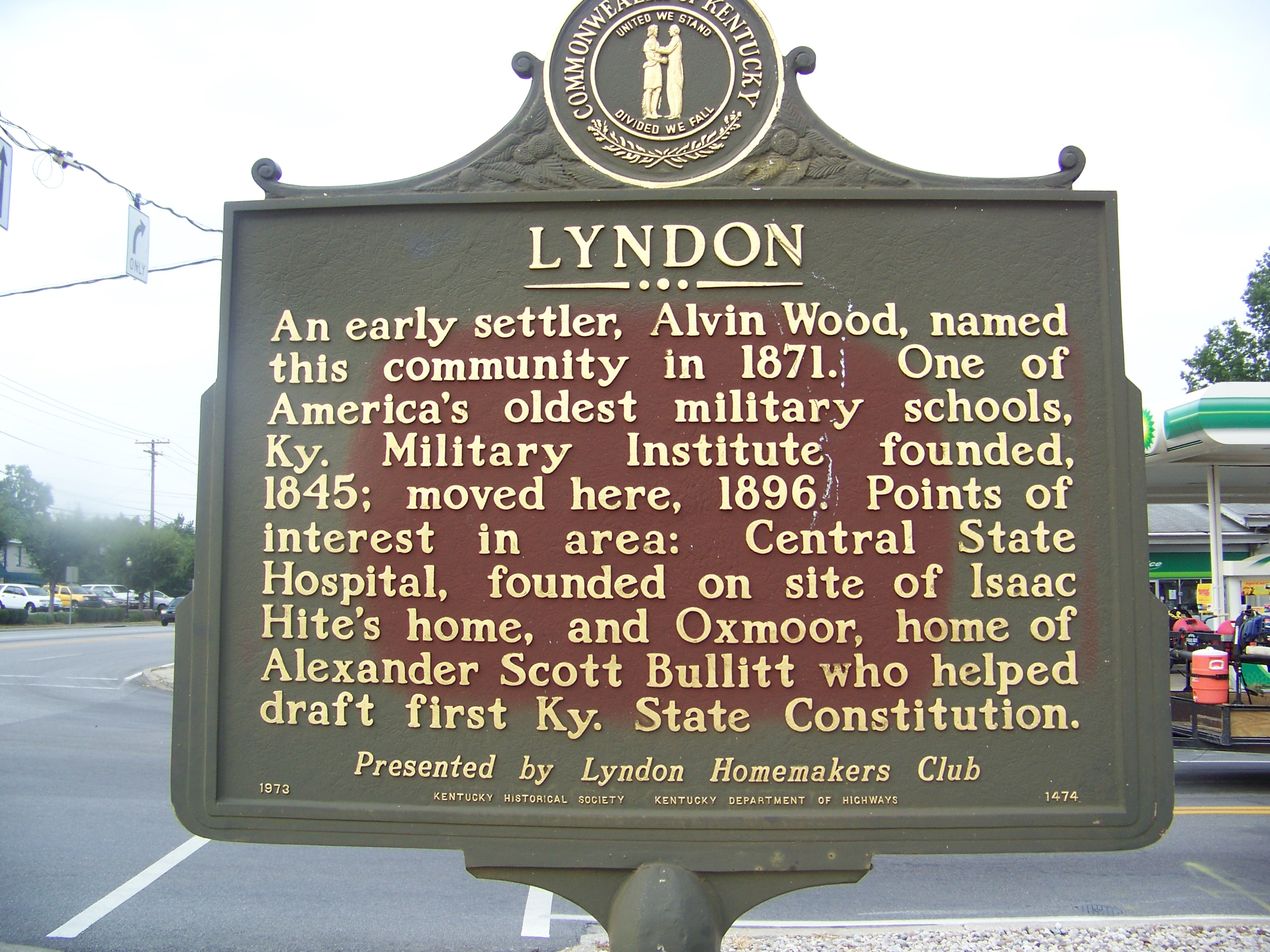
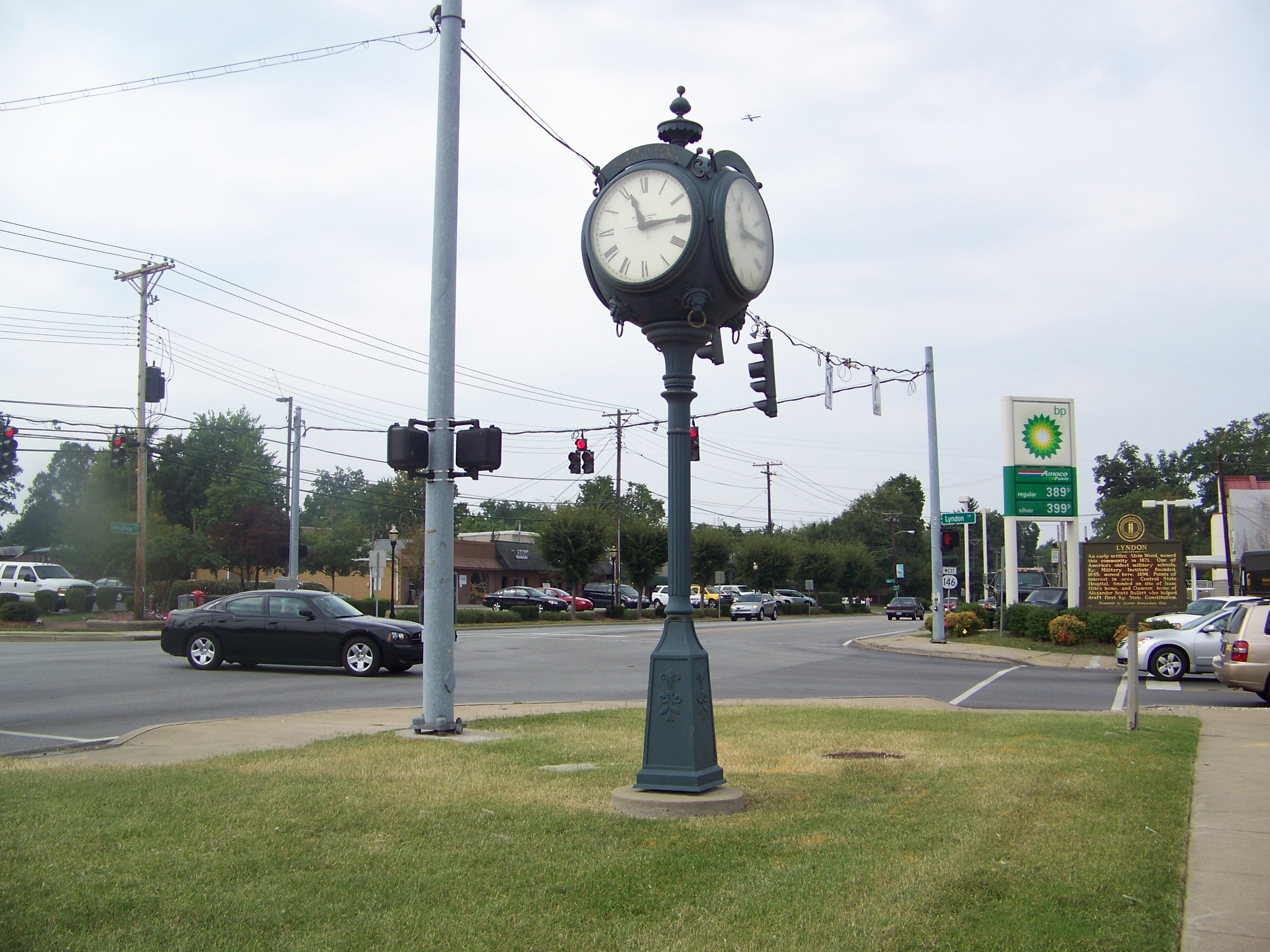
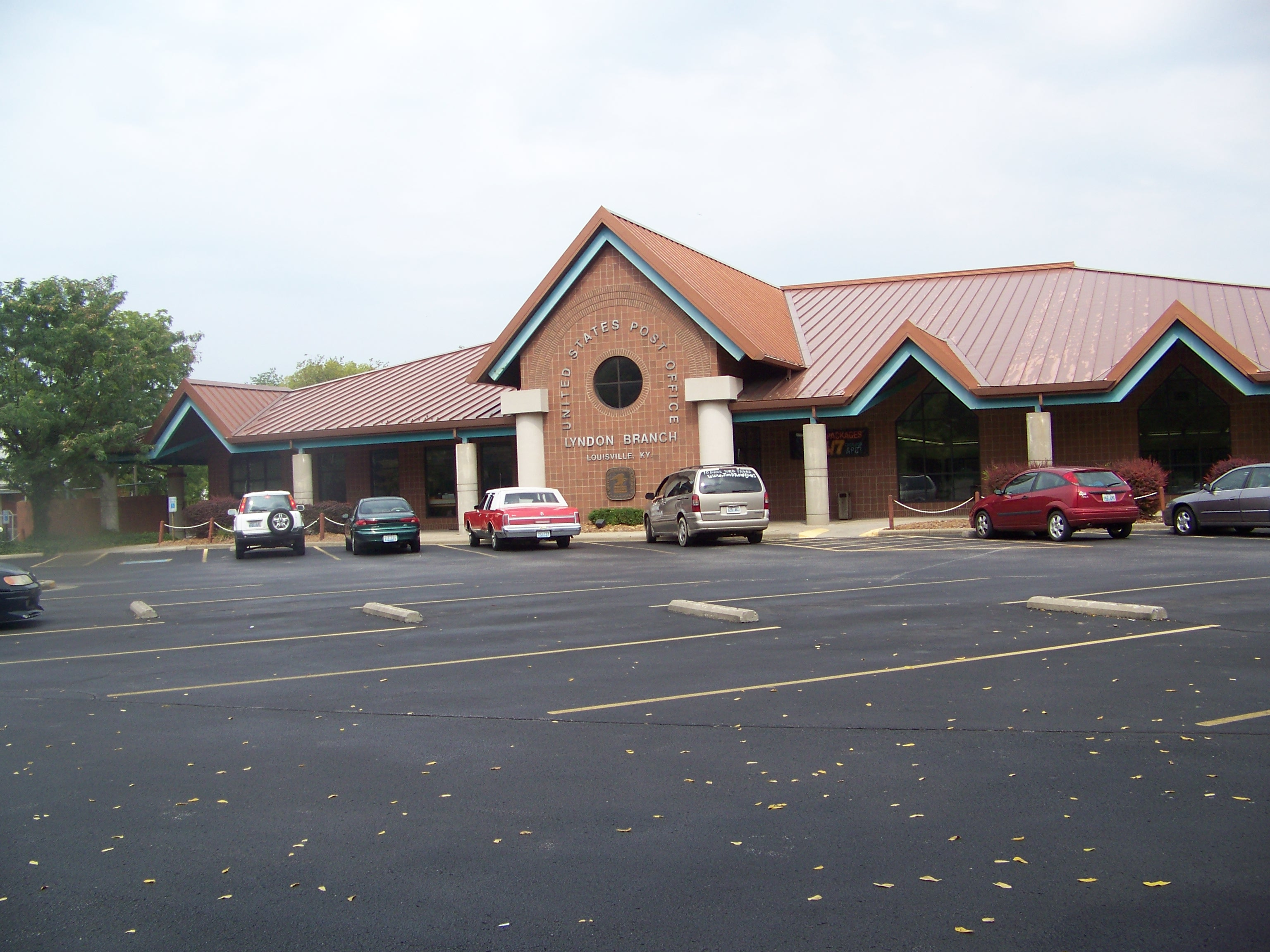
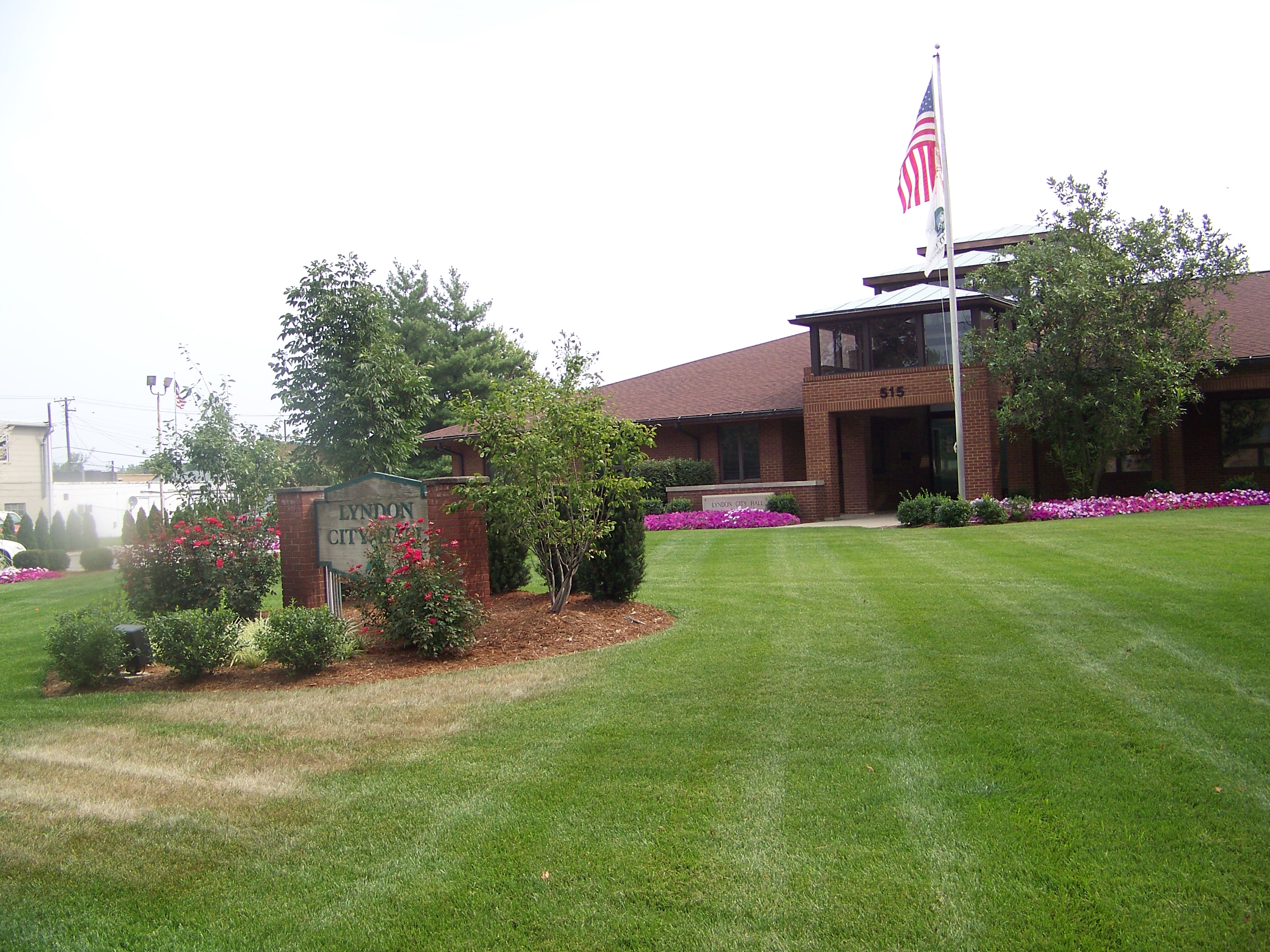